# Joseph August Lux
Joseph August Lux, psáno také Josef August Lux, (8. dubna 1871, Vídeň – 23. července 1947, Anif u Salcburku) byl rakouský spisovatel a teoretik moderní architektury.

## Život
Rodina Josepha Augusta Luxe přišla do Vídně z Porýní. Ve Vídni Lux navštěvoval střední školu a posléze studoval dějiny umění a filologii. Studium zakončil cestou do Německa, Francie a Velké Británie. V roce 1900 se vrátil zpět do Vídně. Živil se psaním příspěvků do uměleckých a společenskokulturních časopisů. Mezi lety 1904-1908 vydával časopis "Hohe Warte. Halbmonatschrift zur Pflege der künstlerischen Bildung und der städtischen Kultur" (Hohe Warte. Čtrnáctideník pro pěstování uměleckého vzdělání a městské kultury), jeden z předních listů informujících o novinkách v oblasti umění a architektury.
Lux byl silně ovlivněný teoriemiJohna Ruskina a Williama Morrise, byl přívržencem snah o obnovu umění, podporoval mladé tvůrce, především z okruhu Otto Wagnera, jako byli Josef Hoffmann, Leopold Bauer, Joseph Maria Olbrich ad., byl příznivcem Wiener Werkstätte. V letech 1907-1910 působil Lux v Drážďanech jako vedoucí oddělení pro umělecké řemeslníky na učilišti v Hellerau. Po roce 1910 působil jako spisovatel na volné noze v Mnichově. V letech 1919-1921 vydával časopis "Die weißen Hefte". V roce 1921 přestoupil na katolickou víru a začal se zajímat i prakticky angažovat v politice. Ve třicátých letech podporoval ideu Austrofašismu. V roce 1926 se usadil v Anifu nedaleko Salcburku. Po Anšlusu Rakouska v březnu 1938 byl zajat a poslán prvním tzv. "transportem prominentů" do koncentračního tábora v Dachau. Byl osvobozen, ale dostal zákaz psát.
Joseph August Lux se věnoval psaní o estetice, uměleckém řemesle, interiéru a urbanismu, psal také romány, biografie, básně a mysteriózní hry. Velkého úspěchu dosáhl především svými biografickými romány, jako byl "Grilparzers Liebesroman" věnovaný rakouskému básníkovi a dramatikovi Franzi Grillparzerovi. V roce 1934 vydal knihu "Das goldene Buch der vaterländischen Geschichte für Volk und Jugend Österreichs", která se v roce 1938 dostala na seznam nacistických a v roce 1953 komunistických závadných a nevhodných knih.

## Seznam prací
- Da Fink vom Weanawald. Wien 1901.
- Wiener Sonette und andere Lieder. Dresden [u.a.] 1901.
- Das moderne Landhaus. Wien 1903.
- Die moderne Wohnung und ihre Ausstattung. Wien [u.a.] 1905.
- Volkswirtschaft des Talents. Leipzig 1906.
- Jung Wien. Darmstadt 1907.
- Der kleine Tischler. München 1907 (vydáno česky Truhlář, Praha 1920)
- Schöne Gartenkunst. Esslingen 1907.
- "Wenn du vom Kahlenberg ..." Wien 1907.
- společně s Georgem Biermannem: Alt-Holland. Leipzig 1908.
- Der Geschmack im Alltag. Dresden 1908.
- Das neue Kunstgewerbe in Deutschland. Leipzig 1908.
- Der Städtebau und die Grundpfeiler der heimischen Bauweise. Dresden 1908.
- Amsel Gabesam. Dresden 1910.
- Chevalier Blaubarts Liebesgarten. Leipzig [u.a.] 1910.
- Ingenieur-Ästhetik. München 1910.
- Die Kunst des Amateurphotographen. Stuttgart 1910.
- Die Kunst im eigenen Heim. Leipzig 1910.
- Salzburg, Badgastein, Villach, Triest, Tauernbahn. Frankfurt a. M. 1910.
- Das Stadttheater in Posen, erbaut von Prof. Max Littmann. München 1910.
- Die Stadtwohnung. Charlottenburg 1910.
- Der Wille zum Glück. Wien 1910.
- Baumpredigt. München 1911.
- Die Vision der lieben Frau. Berlin [u.a.] 1911.
- Dalmatien, österreichische Riviera, Triest, Zara, Cattaro, Curzola, Lesina, Arbe, der Quarnero. Frankfurt a. M. 1912.
- Grillparzers Liebesroman. Berlin 1912.
- Lola Montez. Berlin 1912 (vydáno česky Lola Monetz. Román tanečnice, Praha 1932)
- Der Liebhaberphotograph. Bielefeld [u.a.] 1913.
- Otto Wagner. München 1914.
- Deutschland als Welterzieher. Stuttgart [u.a.] 1915.
- Franz Schuberts Lebenslied. Leipzig 1915.
- Der österreichische Bruder. Stuttgart [u.a.] 1915.
- Kultur der Seele. Leipzig 1916.
- Das große Bauernsterben. Leipzig 1917.
- Ungarn. München 1917.
- Der Winzerheiland. Berlin [u.a.] 1918.
- Wir waren zu reich. Wien 1918.
- Auf deutscher Straße. Leipzig 1919.
- Das Fenster. Leipzig 1919.
- Joseph M. Olbrich. Berlin 1919.
- Schubertiade. Wien [u.a.] 1921.
- Der unsterbliche Walzer. München 1921.
- Zwölf Wiener Elegien. Wien [u.a.] 1921.
- Das alte gemütliche Wien. München 1922.
- Franz Schubert. Berlin 1922.
- Die Schwestern Fröhlich. Gmain Oberbayern 1923.
- Zur Revision der deutschen Literaturgeschichte. Paderborn 1924.
- Der himmlische Harfner. Köln 1925.
- Ein Jahrtausend deutscher Romantik. Innsbruck 1925.
- Revision der modernen Philosophie seit der Reformation. Paderborn 1925.
- Roma sacra. Freiburg 1925.
- Weimar und die Romantik seit 1800. Paderborn 1925.
- Beethovens unsterbliche Geliebte. Berlin 1926.
- Wanderung zu Gott. Paderborn 1926.
- Ludwig van Beethoven. Berlin 1927.
- Paraguay. Paderborn 1927.
- Franz Liszt. Berlin 1929.
- Ein heilig Narrenspiel. Wien [u.a.] 1930.
- Das Spiel von Satans Weltgericht oder Der Affe Gottes und der Gerechte. Wien [u.a.] 1930.
- Wie sieht Österreich in unseren Schulbüchern aus?! Graz 1933.
- Das goldene Buch der vaterländischen Geschichte für Volk und Jugend Österreichs. Wien 1934.
- Drei Puppenspiele. Wien 1937.
- Goethe. Wien [u.a.] 1937.
- Dichter und Dame. Salzburg 1946.
- Es wird ein Wein sein. Wien [u.a.] 1946.
- Ein Jahrtausend österreichischer Dichtung. Wien 1948.